# 2003年の野球
2003年の野球（2003ねんのやきゅう）では、2003年の野球における動向をまとめる。
日本プロ野球（NPB）の動向については2003年の日本プロ野球を参照。

## 競技結果

### アマチュア野球
- 第74回都市対抗野球大会優勝 : 三菱ふそう川崎
- 第30回社会人野球日本選手権大会優勝 : 日産自動車
- 第52回全日本大学野球選手権大会優勝 : 日本文理大学
- 第34回明治神宮野球大会
大学の部優勝 : 東亜大学
高校の部優勝 : 愛工大名電（愛知県）
- 第75回選抜高等学校野球大会優勝 : 広陵高等学校
- 第85回全国高等学校野球選手権大会優勝 : 常総学院高等学校

### メジャーリーグ
- ワールドシリーズ優勝 フロリダ・マーリンズ
- アメリカンリーグ優勝 ニューヨーク・ヤンキース
- ナショナルリーグ優勝 フロリダ・マーリンズ

### 国際大会
- 第35回IBAFワールドカップ優勝：キューバ

## できごと

### 1月
- 1月14日 - 松井秀喜、ニューヨーク市内でニューヨーク・ヤンキースへの入団会見を行う。
- 1月22日 - テキサス・レンジャーズからFAのイバン・ロドリゲスがフロリダ・マーリンズへ移籍

### 3月
- 3月18日 - イラク戦争により、メジャーリーグ開幕戦として日本での開催が予定されていたオークランド・アスレチックス対シアトル・マリナーズを中止にすると発表
- 3月22日 - 第75回選抜高等学校野球大会が甲子園で開幕。

### 4月
- 4月3日 - 第75回選抜高等学校野球大会の決勝が阪神甲子園球場で行われ、広島代表の広陵が神奈川代表の横浜に15-3で勝利し1991年（第63回）以来12年ぶり3回目の優勝。

### 5月
- 5月28日 - 東都大学野球の春季リーグ戦（明治神宮野球場）は、亜細亜大学が青山学院大学に8対5で勝利し、3季連続リーグ優勝達成[1]

### 6月
- 6月2日 - 東京六大学野球の春季リーグ戦（神宮）は、早大が慶大に11対1で勝利し、3季ぶり35度目の優勝達成。早大の今季通算100得点と、チーム打率.346はそれぞれリーグ新記録[2]
- 6月4日 - ニューヨーク・ヤンキースのデレク・ジーターが第11代キャプテンに就任
- 6月13日 - ニューヨーク・ヤンキースのロジャー・クレメンスが史上21人目の通算300勝と4000奪三振を達成。また、クレメンスはこの年限りでの現役引退を表明
- 6月18日 - 第52回全日本大学野球選手権の決勝戦（神宮）が行われ、九州地区大学野球の日本文理大が東都大学野球の亜大に4対3でサヨナラ勝利し、九州勢として初の大会優勝達成。最高殊勲選手は日本文理大の脇谷亮太が受賞（[3]
- 6月22日 - 三星ライオンズの李承燁の対SKワイバーンズ（大邱市民運動場野球場）戦において、8回裏に金圓衡から通算300号本塁打[4]

### 7月
- 7月7日 - 第32回日米大学野球選手権大会の第5戦がアメリカのダーラム・ブルズ・アスレチック・パークで行われ、日本がアメリカに0対1で敗戦。日本の0勝5敗で大会を終えた[5]

### 8月
- 8月7日 - 第85回全国高等学校野球選手権大会が阪神甲子園球場で開幕。
- 8月23日 - 第85回全国高等学校野球選手権大会の決勝戦が甲子園球場で行われ、茨城県の常総学院が宮城県の東北に4対2で勝利し、初優勝。常総監督の木内幸男がこの大会限りで退任。

### 9月
- 9月2日 - 第74回都市対抗野球大会の決勝戦（東京ドーム）が行われ、 三菱ふそう川崎がシダックスに5対4で勝利し優勝達成[6]
- 9月6日 - 第28回全日本クラブ野球選手権大会の決勝戦（西武ドーム）が行われ、札幌ホーネッツが静岡硬式野球倶楽部に8対3で勝利し優勝達成[7]
- 9月20日 - 東京六大学野球の秋季リーグ戦（神宮）で、明大が東大に3対2で勝利し、明大が早大についで史上2校目のリーグ通算1000勝[8]

### 10月
- 10月2日 - 三星ライオンズの李承燁がシーズン最多本塁打のアジア新記録の56号本塁打
- 10月5日 - 東京六大学野球の秋季リーグ戦（神宮）で、東大が慶大に9対8でサヨナラ勝利で、リーグ戦での連敗を21でストップ。対慶大戦で9年ぶりの勝利[8]

### 11月
- 11月5日 - 東京六大学野球の秋季リーグ戦（神宮）で、早大が慶大に7対1で勝利し、4季連続通算36度目のリーグ優勝達成。4季連続優勝はリーグタイ記録。早大は翌日の最終戦の対慶大戦にも勝利し、全勝優勝達成し、この試合で早大がもつリーグ記録タイのリーグ戦13連勝[8][9]
- 11月28日 - アリゾナ・ダイヤモンドバックスのカート・シリングが1対4のトレードでボストン・レッドソックスへ移籍
- 11月30日 - 第30回社会人野球日本選手権大会の決勝戦（大阪ドーム）が行われ、日産自動車が大阪ガスに延長11回に6対5でサヨナラ勝利で優勝達成[10]

### 12月
- 12月9日 - MLBミネソタ・ツインズは前NPB読売ジャイアンツの小野仁とマイナー契約[11]
- 12月10日 - MLBサンディエゴパドレスがNPB中日ドラゴンズから移籍の大塚晶文の入団会見を行った[11]
- 12月18日 - 2004年3月30日と31日に東京ドームでメジャーリーグ開幕戦のニューヨーク・ヤンキース対タンパベイ・デビルレイズを行うことと、その前にNPBの読売ジャイアンツ、阪神タイガースとのオープン戦を行うことを発表[11]

## 誕生
- 4月19日 - ジャクソン・メリル
- 12月4日 - ジャクソン・ホリデイ

## 死去
- 1月6日 - ジャービス・テータム（カリフォルニア・エンゼルス、ヤクルトアトムズ外野手、*1946年）
- 1月16日 - 大神武俊（南海ホークス投手、*1932年）
- 2月25日 - 上田藤夫（阪急軍内野手、*1912年）
- 3月9日 - 矢頭高雄（大毎オリオンズ他外野手、*1934年）
- 3月19日 - 小野正一（大毎オリオンズ他投手、*1933年）
- 3月23日 - 梶岡忠義（大阪タイガース投手、*1920年）
- 4月頃 - 永易将之（西鉄ライオンズ他投手*1942年）
- 6月2日 - 小鶴誠（松竹ロビンス他外野手、*1922年）
- 6月18日 - ラリー・ドビー（クリーブランド・インディアンス他・中日ドラゴンズ外野手、アメリカンリーグ初の黒人選手、*1924年）
- 8月23日 - ボビー・ボンズ（サンフランシスコ・ジャイアンツ他外野手、*1946年）
- 9月10日 - 広田順（読売ジャイアンツ捕手、*1925年）
- 10月8日 - 田代照勝（国鉄スワローズ投手、*1934年）
- 11月19日 - 瀧安治（読売ジャイアンツ内野手、*1941年）
- 11月24日 - ウォーレン・スパーン（ミルウォーキー・ブレーブス他投手、*1921年）